# Metro-2

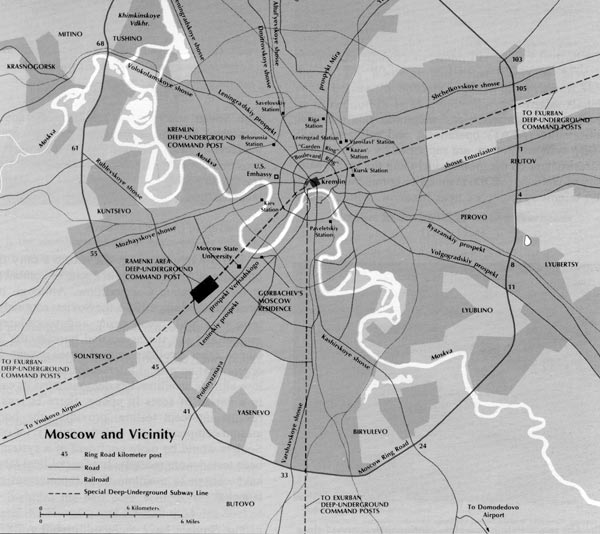
Kaart van Metro-2 van de Amerikaanse militaire inlichtingendienst

Metro-2 (Russisch: Метро-2) is een vermeend geheim metronet in Moskou. Het is een van de meest tot de verbeelding sprekende ondergrondse bouwwerken en zou in de tijd van Stalin gebouwd zijn.
Metro-2 zou een volledig onafhankelijk van het gewone metronet ("Metro-1") staand netwerk van metrolijnen betreffen, bedoeld om "hooggeplaatste figuren" in tijd van oorlog of dreiging daarvan snel, veilig en ongezien te kunnen evacueren. De belangrijkste strategische locaties in Moskou en omgeving zouden verbonden zijn door dit metrosysteem.
Het systeem zou beheerd worden door het directoraat voor speciale programma's van de president van de Russische federatie en het Russische ministerie van Defensie. Tot de theorieën behoren dat de lengte van het netwerk groter zou zijn dan het publieke metronet, vier lijnen zou bevatten, 50 tot 200 meter diep onder de grond zou liggen, het Kremlin zou verbinden met onder meer het hoofdkwartier van de FSB, de VIP-terminal van de Internationale Luchthaven Vnoekovo en een volledig ondergrondse stad in het voorstadsdistrict Ramenki, vlak naast het hoofdgebouw van de Staatsuniversiteit van Moskou.
Op dit metrostelsel zijn onder meer de boeken Metro 2033 en Metro 2034 en de games Metro 2033 en Metro: Last Light gebaseerd.